# بعلون
بعلون (به فرانسوی: Baâlon) یک کمون (فرانسه) در فرانسه است که در موز (فرانسه) واقع شده‌است. بعلون ۱۴٫۷۶ کیلومتر مربع مساحت دارد ۲۱۰ متر بالاتر از سطح دریا واقع شده‌است.